# Clemens Brentano
Pour les articles homonymes, voir Brentano.
Clemens Brentano (Clemens Wenzeslaus Brentano de La Roche) (9 septembre 1778 – 28 juillet 1842) est un poète et écrivain allemand. Auteur de la ballade de la Lore Lay, il est l'un des premiers représentants du romantisme de Heidelberg avec Achim von Arnim.

## Biographie

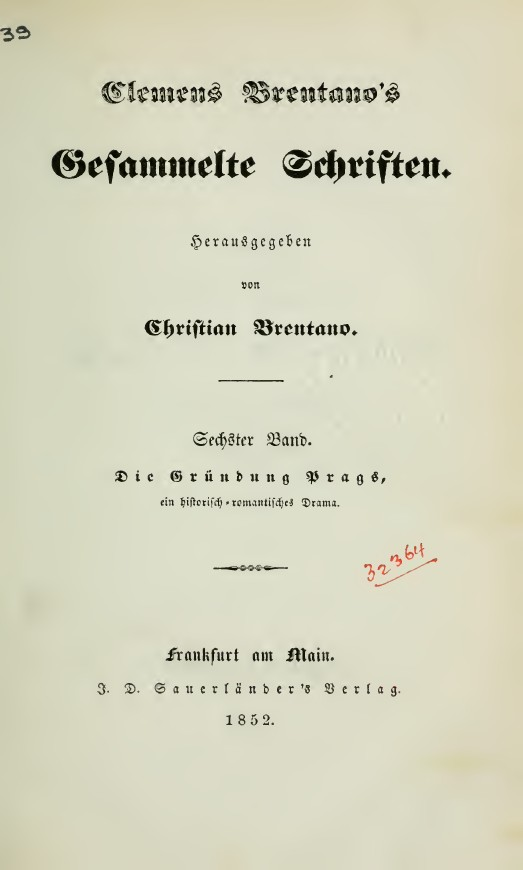
Die Gründung Prags (1852).

La famille Brentano est originaire des bords du lac de Côme en Lombardie. Clemens est né à Ehrenbreitstein, près de Coblence dans l'électorat de Trèves. Il compte parmi ses dix-sept frères et sœurs, dont huit d'autres mariages, Bettina von Arnim, amie de Goethe et de Beethoven, et a pour grand-mère l'écrivaine allemande Sophie La Roche.
Il est formé à l'école romantique d'Iéna en 1798 où il entre en contact avec August et Friedrich Schlegel, Ludwig Tieck et Heinrich Steffens. En 1801, à Göttingen, il rencontre Achim von Arnim, son futur beau-frère, avec qui il deviendra l'une des figures majeures du nationalisme allemand au XIXe siècle grâce à leur projet commun de rassembler des poésies et des contes populaires allemands dans leur recueil : Le cor enchanté de l'enfant (Des Knaben Wunderhorn). Ils sont également à l'origine du mouvement romantique de l'école de Heidelberg avec Joseph Görres et les frères Grimm. C'est aussi en 1801 que Brentano invente la légendaire Lorelei dans une ballade de son roman Godwi, bien que le personnage soit communément attribué à Heinrich Heine.
Brentano fréquente assidûment les salons et les cercles littéraires, surtout à Berlin où il se fait remarquer par son éloquence et ses traits d'esprit, mais aussi par son caractère parfois extravagant. En 1818, il fonde le cercle des soirées des Frères Sérapion (Berlin) avec Fouqué, Tieck, Chamisso et E.T.A. Hoffmann.
Brentano a composé des nouvelles, des satires, des comédies, des drames et des poésies diverses, où l'on trouve, avec une imagination vive, une bizarrerie systématique. Il est aussi connu pour avoir recueilli et édité les visions mystiques d'Anna Katharina Emmerick. Né protestant, il se convertit au catholicisme après une vie relativement dissolue et deux mariages malheureux, notamment avec Sophie Mereau. Charlotte von Ahlefeld, également amie de Sophie Mereau, correspond avec lui. La peintre suisse, Emilie Linder, qu'il courtise plus jeune et avec qui il entretient une longue correspondance jusqu'à la fin de sa vie, peint son fameux portrait en 1835.
Il passe ses dernières années dans une abbaye de Münster où il mourra d'hydropisie. Ses derniers écrits sont empreints d'un certain mysticisme.

## Œuvres

### Romans
- Godwi ou la statue de la mère (1801, son unique roman complet où apparaît pour la première fois dans la littérature allemande le personnage mythique de la Lorelei.)
- Le galérien naufragé de la Mer morte (1849, roman inachevé)
- Les Romances du Rosaire (1852, roman en vers ou épopée)

### Contes et nouvelles
- Gockel, Hinkel et Gackeleia (1805-1816, puis une 2e version en 1838, conte)
- Le Cor enchanté de l'enfant (Des Knaben Wunderhorn, 1806-1808, avec Ludwig Achim von Arnim, recueil de poésies et de contes populaires allemands.)
- L'Histoire du maître d'école La Férule et de ses cinq fils (1814, nouvelle d'après le conte Les Cinq Fils de Giambattista Basile)
- La Boîte à la poupée de la paix (1815, nouvelle)
- Histoire du brave Gaspard et de la belle Annette (1817, sa nouvelle la plus connue.)
- Les Trois Noix (1817, nouvelle)
- Le Multiple Wehmüller et portraits de types nationaux hongrois (1817, nouvelle)
- Contes rhénans (1826)
- Contes italiens (1844)

### Œuvres dramatiques
- Ponce de León (1804, comédie en 4 actes sur le modèle espagnol)
- La fondation de Prague (1817, drame historique)

### Essais
- L'histoire merveilleuse de Bogs à l'horloger... (1807, avec Joseph Görres, satire)
- De la chronique de l'écolier itinérant (l'histoire du beau mendiant) (1818, trad. en français de F. Klee-Palyi et G. Socard, dans Les Romantiques allemands d'Armel Guerne)
- Les sœurs de charité au service des pauvres et des malades (1831 avec Joseph Görres, traité)
- Livres de piété (1833, La douloureuse passion de notre Seigneur Jésus-Christ d'après les visions d'Anna Katharina Emmerick)

### Divers
D'après l'Encyclopædia Universalis, la possibilité existe qu'il ait écrit Les Veilles (Nachtwachen, 1804) sous le nom de plume Bonaventura.

### Œuvres posthumes
- Écrits (1852, recueillis par son frère Christian Brentano)
- Poèmes (1854, recueillis par sa belle-sœur Émilie Brentano)